# R級潜水艦 (イギリス海軍・初代)
R級潜水艦 (R class submarine) は、イギリス海軍の潜水艦。1918年に12隻が建造され、10隻が完成した。

## 概要
専ら敵潜水艦に追いつき、魚雷で攻撃を行うことを任務とする、いわゆるハンター/キラー潜水艦として設計された。潜航して敵潜水艦に接近するために速力を重視した設計が行われており、設計当時としては極めて高速な、15ノットの水中速力を発揮することが可能だった。また、敵潜水艦の位置を把握するために、艦首にハイドロフォンを5個装備している。
船体は基本的に単一船殻で、艦首とセイルのみ外殻がある。水中速力と機動性を確保するため、船体形状は抵抗の小さい流線型で、大型の舵を装備し、予備浮力は小さく設計されている。水上航行用のディーゼルエンジン1基と水中航行用の電動機2基を搭載し、ほかに低速巡航用の電動機を追加装備することが可能だった。ディーゼルエンジンはバッテリーの充電には出力が不足しており、長い充電時間が運用の制約となった。
武装は艦首に457mm魚雷発射管6基を装備し、魚雷12発を搭載した。一部の艦は102mm砲の搭載を想定して上部構造物が前方に延長されていたが、実際に装備されたかは疑わしいとされる。
完成が第一次大戦の末期であったため、敵潜水艦と交戦したのは1回のみで、攻撃は外れている。時代を先取りした設計の潜水艦であったが、停戦数週間前という完成時期から先進性が十分に認識されることはなく、後続の潜水艦は旧来の突起の多い設計に回帰している。

## 同型艦
- R1～R12[2]